# Rémy Ladauge
Pas d'image ? Cliquez ici

a Compétitions nationales et continentales officielles uniquement.

Dernière mise à jour le 2 mars 2024.
Rémy Ladauge, né le 8 janvier 1980, est un joueur et entraîneur de rugby à XV français.
Son frère, Robin, est préparateur physique, notamment auprès de l'équipe de France de rugby à XV de 2013 à 2015 et de 2018 à 2019.

## Carrière

### Joueur
Rémy Ladauge commence à jouer au rugby au Paris université club, avant de rejoindre le Stade toulousain en 1999 où il termine sa formation. Il connait ensuite une carrière au niveau amateur avec l'US Tours, Blagnac puis l'ASV Lavaur où il finit sa carrière en 2009 à cause d'une blessure aux cervicales.
Après la fin de sa carrière de joueur, il se reconvertit comme entraîneur avec Lavaur, avant de rejoindre en 2012 le SC Albi en Pro D2, où il officie comme entraîneur adjoint à la défense, puis aux trois-quarts. Entre 2014 et 2016, parallèlement à son rôle d'adjoint avec Albi, il entraîne également son ancien club de Lavaur.
En 2016, il rejoint le promu Soyaux Angoulême en Pro D2, où il forme un duo avec Julien Laïrle.
Après trois saisons à Soyaux, il devient l'entraîneur des trois-quarts de l'Aviron bayonnais en Top 14, dans un staff dirigé par Yannick Bru. Il quitte le club en 2021, après la relégation du club basque.
En novembre 2021, il rejoint Provence rugby en Pro D2, pour une mission de deux mois comme entraîneur de la défense, mais prolonge rapidement son contrat sur le long terme.

## Bilan en tant qu'entraîneur
| Saison      | Club                | Division | Poste    | Classement                                          | Coupe d'Europe | Challenge européen |
| ----------- | ------------------- | -------- | -------- | --------------------------------------------------- | -------------- | ------------------ |
| 2012 - 2013 | SC Albi             | Pro D2   | Arrières | 11e                                                 | -              | -                  |
| 2013 - 2014 | SC Albi             | Pro D2   | Arrières | 12e                                                 | -              | -                  |
| 2014 - 2015 | SC Albi             | Pro D2   | Défense  | 5e, éliminé en demi-finale                          | -              | -                  |
| 2015 - 2016 | SC Albi             | Pro D2   | Défense  | 10e                                                 | -              | -                  |
| 2016 - 2017 | Soyaux Angoulême XV | Pro D2   | Arrières | 13e                                                 | -              | -                  |
| 2017 - 2018 | Soyaux Angoulême XV | Pro D2   | Arrières | 13e                                                 | -              | -                  |
| 2018 - 2019 | Soyaux Angoulême XV | Pro D2   | Arrières | 9e                                                  | -              | -                  |
| 2019 - 2020 | Aviron bayonnais    | Top 14   | Attaque  | 9e (arrêt du championnat)                           | -              | Éliminé en poule   |
| 2020 - 2021 | Aviron bayonnais    | Top 14   | Attaque  | 13e, défaite en barrage d'accession Top 14 / Pro D2 | -              | Éliminé en poule   |
| 2021 - 2022 | Provence rugby      | Pro D2   | Défense  | 7e                                                  | -              | -                  |
| 2022 - 2023 | Provence rugby      | Pro D2   | Défense  | 8e                                                  | -              | -                  |